# Dyomyx psectrocera
Dyomyx psectrocera là một loài bướm đêm trong họ Noctuidae.